# Parafia Matki Bożej Jasnogórskiej w Stachlewie
Parafia Matki Bożej Jasnogórskiej w Stachlewie – parafia rzymskokatolicka, znajdująca się w diecezji łowickiej, w dekanacie Skierniewice – św. Jakuba.